# Farragut (Brooklyn)
Farragut es un barrio en la zona centro-este del distrito de Brooklyn en Nueva York. La zona es parte del Brooklyn Community Board 17. Farragut está aproximadamente delimitado por la avenida Cortelyou y por el Holy Cross Cemetery al norte, Kings Highway al este, la avenida Brooklyn Avenue al oeste y por el ferrocarril de Long Island al sur.
El área fue habitada mayoritariamente por judíos e italianos antes de 1950. En la década de 1980, los afroamericanos se mudaron a la zona y se convirtieron en mayoría en la década de 1990 con algunos indios occidentales. El barrio está servido por el 84.º distrito policial del Departamento de Policía de Nueva York.
El barrio fue nombrado en honor del almirante de la Guerra de Secesión David Farragut.